# Deux sur la balançoire (pièce de théâtre)
Ne doit pas être confondu avec Deux sur la balançoire (film).
Deux sur la balançoire (Two for the Seesaw) est une pièce de théâtre en 3 actes du dramaturge américain William Gibson (1914-2008).

## Présentation
La pièce est créée en 1958 à Broadway (New York), dans une mise en scène d'Arthur Penn, avec Henry Fonda et Anne Bancroft. Le succès est immédiat.
À Paris, elle est créée en 1959 au Théâtre des Ambassadeurs dans une mise en scène de Luchino Visconti, avec Jean Marais et Annie Girardot remplacée en tournée par Magali Noël.

## Résumé de la pièce
L’action se déroule de nos jours, de l’automne au printemps, à New York, dans deux chambres : celle de Jerry dans le bas quartier de l’East Side, celle de Gittel dans un immeuble du centre de la ville.
- Acte I – Scène 1. Les deux chambres, au soir d’un jour de septembre. – Scène 2. La chambre de Gittel à minuit, le même jour. – Scène 3. Les deux chambres, à l’aube du jour suivant.
- Acte II – Scène 1. La chambre de Jerry en octobre, au crépuscule. – Scène 2. Les deux chambres en décembre, à midi. – Scène 3. La chambre de Gittel en février, un samedi soir.
- Acte III – Scène 1. La chambre de Gittel en mars, à midi. - Scène 2. La chambre de Jerry, au crépuscule. – Scène 3. Les deux chambres quelques jours plus tard, dans l’après-midi.

Gittel « Mosca » Moscawitz, fille d’émigrants juifs d’Europe Centrale, est une petite danseuse ratée qui se débrouille tant bien que mal à New York. Vivante, débonnaire, presque insouciante et sans éducation, elle est d’une générosité qui la pousse à se jeter d’instinct au secours de n’importe qui. Elle donne et se donne sans rien attendre en retour.
Jerry Ryan appartient à une famille établie de longue date aux États-Unis. Il a épousé Tess, fille d’un riche avocat de la ville d’Omaha, au Nebraska. Il est avocat lui-même et la fortune comme l’influence de son beau-père sont à l’origine de sa situation. Tess l’a beaucoup gâté et beaucoup déçu, l’a trompé et, au bout de huit ans de mariage, le divorce s’annonce. Jerry a quitté le Nebraska pour aller refaire sa vie très loin de là, à New York, où il ne connaît âme qui vive. Au hasard d’une rencontre, il remarque Gittel Mosca et c’est pour rompre sa solitude qu’il veut la revoir. Il lui donne vite toutes les raisons de croire qu’il s’intéresse à elle, au point de faire ensemble des projets d’avenir. Mais en réalité, Jerry ne songe qu’à prouver à Tess qu’il n’a pas besoin d’elle pour être un homme et que son caractère et ses ressources intellectuelles lui permettent de travailler seul et de s’occuper seul d’une femme et de son bonheur. Se séparera-t-il de sa femme à laquelle il téléphone trop souvent ? Les deux amants multiplient les rendez-vous et les étreintes. Le couple semble se cimenter. L’espoir va griser Gittel et rendre Tess jalouse de cette inconnue que Jerry semble avoir placée au centre de sa vie. Jerry reste en pensée comme en ambition près de sa femme qui est pourtant loin. Mais il est aussi loin de Gittel qui est pourtant à ses côtés et les distances qui les séparent vont rester infranchissables. Tous deux se disent une dernière fois qu'ils s'aiment... et Jerry repart dans le Nebraska.

## Création de la pièce en 1959 à Paris
En 1958, les frères Karsenty qui dirigeaient le Théâtre des Ambassadeurs proposèrent à Jean Marais de jouer et de mettre en scène une pièce américaine de William Gibson, Deux sur la balançoire qui venait de connaître un grand succès à New-York. S’agissant d’une pièce à deux personnages (deux cœurs esseulés), Jean Marais accepta le rôle mais pas la mise en scène. Il proposa de confier cette mise en scène à Luchino Visconti. Ce dernier, par amitié pour Marais et pour le remercier d’avoir joué un rôle épisodique en 1957 dans son film Nuits blanches, accepta et réalisa aussi les décors. Jean Marais était en admiration devant son metteur en scène : « Tu es tellement merveilleux quand tu indiques que je me demande pourquoi tu ne jouerais pas le rôle. Tu serais exactement le personnage ! » Mais Visconti ne voulait pas être acteur. Il engagea une jeune comédienne remarquablement douée, Annie Girardot, qui venait de connaître un de ses premiers succès dans la reprise en 1956 de La Machine à écrire de Jean Cocteau à la Comédie-Française.
Dans son livre, Annie Girardot raconte que Visconti la cherchait pour lui proposer un rôle dans sa prochaine mise en scène d’une pièce sur le drame de l’amour manqué, du bonheur impossible, un texte magnifique de Louise de Vilmorin, que Jeanne Moreau, préalablement contactée, avait refusé. Visconti, pressé, lui fixa un rendez-vous à Paris mais la jeune comédienne eut un accident qui l’empêcha de s’y rendre. Cependant, la veille du départ de Visconti pour Paris, le pape Pie XII est mort, ce qui entraîna une paralysie totale en Italie et donna à Annie Girardot un délai pour se rétablir.
Durant les répétitions, Annie Girardot allait faire la découverte de deux véritables ouragans. Elle va d’abord apprendre ce que signifie l’exigence d’un grand créateur. Dans le travail, Visconti est un perfectionniste, faisant travailler les acteurs sans répit, jusqu’à l’épuisement. D’autre part, sur scène, Jean Marais ne se rend pas compte de sa force par rapport à la fragilité de la jeune actrice qui est encore convalescente. Un simple coup de journal asséné sur sa tête et elle tombe à terre. Avec fougue il l’enlace, l’embrasse au point de l’étouffer. Tous les soirs elle part répéter en tremblant. Qu’importe la manière, parfois brutale, seul le résultat compte. La pièce fait un triomphe. Yves Salgues, journaliste à Paris Match, aura cette formule superbe : « Elle est épuisée : elle a vécu. Lui est rayonnant : il a joué ».
De son côté, Jean Marais confiait au même journal : « elle était admirable de drôlerie et en même temps touchante », comparant même Girardot à une nouvelle Réjane, ce qui assura le lancement de la pièce.

## Mise en scène et distribution en 1959
- Création en 1959 au Théâtre des Ambassadeurs (Paris)
- Adaptation[5] : Louise de Vilmorin
- Mise en scène et scénographie : Luchino Visconti
- Réalisation sonore : Fred Kiriloff
- Construction : Pierre Delorme
- Peinture et décor : Pierre Simonini
- Production : Théâtre des Ambassadeurs (Paris)

Distribution
- Jean Marais : Jerry Ryan
- Annie Girardot : Gittel Mosca

En 1960, durant la tournée en province, jusqu’en Algérie, Annie Girardot fut remplacée par Magali Noël.

## Les reprises de la pièce, à Paris
À Paris, Bernard Murat a mis en scène la pièce adaptée par Jean-Loup Dabadie : 
- le 17 octobre 1985, au Théâtre de l'Atelier, avec pour interprètes Nicole Garcia et Jacques Weber ;
- en 1986 au Théâtre de la Madeleine, avec pour interprètes Nicole Garcia et Jean-Louis Trintignant ;
- en 1998 au théâtre Montparnasse avec Ludmila Mikaël, Christophe Malavoy ;
- en 2006 au théâtre Édouard VII, avec pour interprètes  Alexandra Lamy et Jean Dujardin. Cette dernière reprise a été filmée et diffusée en DVD.

## Adaptation cinématographique
Two for the Seesaw (Deux sur la balançoire) est un film américain réalisé en 1962 par Robert Wise avec pour interprètes Robert Mitchum et Shirley MacLaine.